# Dmitrijewo (rejon charowski)
Dmitrijewo (ros. Дмитриево) – wieś w Rosji, w rejonie charowskim obwodu wołogodzkiego. W 2010 r. liczyła 4 mieszkańców.